# Сборная Гонконга по хоккею с шайбой
Сборная Гонконга по хоккею с шайбой представляет Гонконг (Сянган) на международных соревнованиях по хоккею с шайбой. Сборная подавала заявку на третий дивизион 2014 года, однако право принимать игры турнира не получила.

## История
Впервые на международном соревновании сборная участвовала в 1987 году. В рамках 3 дивизиона сборная проиграла все матчи и, кроме того, установила антирекорд по числу пропущенных шайб в среднем за игру — в среднем 26,66 шайб за игру. И не забросила ни одной шайбы. В рамках выставочного матча гонконгская команда сыграла вничью со сборной Тайваня (2:2).
Вновь сборная вернулась на международный уровень в 2007 году. Тогда она заняла предпоследнее место на Зимних Азиатских играх. А уже в 2008 последовало участие на Кубке вызова ИИХФ, на котором команда заняла 3 место. В 2011 году сборная стала победителем турнира Азиатский кубок вызова по хоккею с шайбой. В 2014 году сборная выступала в Люксембурге на первенство Третьего дивизиона по хоккею, где впервые на чемпионате мира одержала победу. В итоге команда заняла четвёртое место (при шести участниках).
Также четвёртой команда финишировала и на следующий год (только при семи участниках). Уже в 2016 году выступление команды было самым неудачным. Хоккеисты проиграли все матчи и заняли последнее (6-е место). Правда вскоре была дисквалифицирована сборная Грузии и китайские хоккеисты переместились на пятое место. В следующем чемпионате приняло участие 8 команд и Гонконг финишировал на четвёртом месте. За два месяца до этого хоккеисты Гонконга приняли участие в Азиатских играх, где они выступили совсем неудачно, заняли только девятое место.
Далее последовало увеличение команд и гонконгские хоккеисты перестали попадать на мировые чемпионаты и выступают лишь на квалификационных турнирах. На своём последнем чемпионате в ЮАР они заняли последнее место. На квалификационном турнире в ОАЭ весной 2019 года хоккеисты заняли только второе место. В результате реформирования третьего дивизиона Гонконг вышел в третий дивизион чемпионата мира в группу В.
К июню были сформированы отборочные и квалификационные группы за выход на XXIV Зимние Олимпийские игры. Однако вскоре последовали отказы от целого ряда сборных. Сборная Гонконга была заявлена как вторая резервная команда. Уже летом 2019 года они получили приглашение на турнир в предквалификацию (группа О). Который проходил в КНР в начале ноября 2019 года. Китайские хоккеисты не смогли пробиться в квалифицированную группу и финишировали лишь третьими.

## История выступлений на чемпионатах мира
| Турнир                          | Место проведения | Результат             |
| ------------------------------- | ---------------- | --------------------- |
| Группа D 1987                   | Перт             | 4-е место             |
| III дивизион 2014               | Люксембург       | 4-е место             |
| III дивизион 2015               | Измир            | 4-е место             |
| III дивизион 2016               | Стамбул          | 5-е место             |
| III дивизион 2017               | София            | 4-е место             |
| III дивизион 2018               | Кейптаун         | 6-е (последнее) место |
| Квалификация III дивизиона 2019 | Абу-Даби         | 2-е место             |